# Amelia Warner
Amelia Warner (* 4. Juni 1982 in Liverpool, England, als Amelia Catherine Bennett) ist eine britische Schauspielerin. Als Musikerin veröffentlichte sie unter dem Pseudonym Slow Moving Millie.

## Leben
Sie ist das einzige Kind der Schauspielerin Annette Ekblom und des Schauspielers Alun Lewis. Als ihre Eltern sich scheiden ließen, war Amelia Warner vier Jahre alt und zog zusammen mit ihrer Mutter nach London. Sie besuchte die Royal Masonic School for Girls und dann im Alter von 16 Jahren das College of Fine Arts in London. Sie studierte Kunstgeschichte am Goldsmiths College in London.
Sie wirkte 2000 in einer BBC-Adaption von Lorna Doone mit und hatte mehrere Nebenrollen in Kinofilmen (z. B. Æon Flux).
Von Juli bis November 2001 war sie mit dem Schauspieler Colin Farrell verheiratet. Seit April 2013 ist sie mit dem nordirischen Schauspieler Jamie Dornan verheiratet. Gemeinsam haben sie drei Töchter (geb. 2013, 2016 und 2019).

## Filmografie (Auswahl)
Als Schauspielerin
- 1999: Mansfield Park
- 2000: BBC Adaption von Lorna Doone
- 2000: Quills – Macht der Besessenheit (Quills)
- 2002: Nine Lives
- 2004: Eine italienische Hochzeit (Love’s Brother)
- 2005: Winter Passing
- 2005: Æon Flux
- 2006: Stoned
- 2007: Gone – Lauf um dein Leben (Gone)
- 2007: Wintersonnenwende – Die Jagd nach den sechs Zeichen des Lichts (The Seeker: The Dark Is Rising)
- 2008: The Echo

Als Komponistin
- 2016: Gib den Jungs zwei Küsse – Mum’s List (Mum’s List)
- 2017: Mary Shelley
- 2018: Leading Lady Parts (Kurzfilm)
- 2020: Der Duft von wildem Thymian (Wild Mountain Thyme)
- 2022: Mr. Malcolm’s List
- 2024: Die junge Frau und das Meer (Young Woman and the Sea)

## Diskografie (als Slow Moving Millie)
Alben
- 2011: Renditions

Singles
- 2011: Please, Please, Please, Let Me Get What I Want